# 푸른거탑
《푸른거탑》은 2012년 tvN에서 방영되었던 롤러코스터의 코너로 방영되었고, 2013년 1월 23일부터 독립 편성되어 방송되었다.

## 기획 의도
푸른거탑은 드라마 중 유일무이한 군 시츄에이션 드라마다.
대한민국 남자라면 누구나 가지고 있는 군 생활에 대한 추억을 하얀거탑같은 느낌을 주는 시트콤으로 포장해 남성에게는 군 생활에 대한 공감을, 여성에게는 말로만 들었던 군대의 일상을 보여주면서, 모든 계층이 남녀노소 누구나 공감할 수 있는 군티컬 드라마로 꼽힌다.

## 등장 인물

### 주요 인물
- 최종훈 : (말년) 병장 최종훈 역 (시즌1 1~4화까지는 멀티(그냥 병장이거나 간부) 당시 말년 캐릭터는 개그맨 박성호였음.)

제대를 눈 앞에 둔 말년 병장, 매사가 불평불만 투성이에 타의 추종을 불허하는 꾀병의 신. 드래곤볼을 즐긴다. 유행어는 말년에 OO라니 이런 젠장, 대뇌의 전두엽 드립이 있다. 잠시동안 음주운전 사건으로 인해 임시하차하였고, 극 중에서는 영창을 간 것으로 설정하였다. 그러나 시청자들의 열혈한 성원과 지지를 얻으며 14화부터 복귀했다.
- 박성호 : 시즌1 1~4화까지 말년 병장 역 (이후 하차하였다.)
- 김재우 : 병장(분대장) 김재우 역

분대장, 겉으론 착한 척 하지만 뒤에서 막강한 권력을 휘두르는 배후조종자, 말년 병장 최종훈과 앙숙. 3소대 최고 실력자
- 김호창 : 상등병 김호창 역

소대 군기를 책임하는 실세, 단군 이래 최고의 싸이코라 불리는 인간 흉기. 후임들이 잘못하면 거울이랑 가위바위보를 시키거나 사진(겨울엔 눈사람)이랑 눈싸움을 시키는 둥 상상을 초월하는 가혹행위를 준다.
- 백봉기 : 일등병 백봉기 역

일만하는 일등병답게 삽질, 낫질, 용접, 페인트칠 등의 모든 작업을 전담하는 작업의 신. 그리고 신병이 뜻을 모르는 경우 이리저리 설명을 해준다. 이병 정진욱과 죽이 잘 맞는다.
- 정진욱 : 이등병 정진욱 역

약자에겐 극악무도하게 강하고 강자에겐 비굴하리만큼 약한 소인배계의 라이징 스타. 이등병치고는 군대에 대해서 너무 잘 아는듯 하다.
- 이용주 : 이등병 이용주 역

갓 입대한 이등병, 어리바리한 행동으로 늘 사건 사고를 일으키는 문제병사. 중간중간에 나레이션을 더빙하기도 한다. 백봉기, 정진욱과 늘 함께 다니며 분위기 파악을 잘 못한다.
- 송영재 : 행정보급관 김봉남 상사 역

부대의 행정을 좌지우지 하는 실력자이자 말년의 최대의 천적. 1978년생 (35세)이라고는 믿기지 않는 최강의 노안으로 말년 최종훈을 못잡아먹어 안달인 듯 하다.
- 이장훈 : 대대장 이장훈 중령 역

군인정신으로 가득 찬 대대의 총책임자로 무엇이든지 그냥 넘기지 않고 일을 크게 키우는 오버의 신. 늘 시범을 먼저 보여준다 하고 먼저 쓰러지는게 취미.
- 김종빈 : 김종빈 소장(투스타) 역
- 송은오 : 송은오 중장(쓰리스타) 역
- 이은철 : 이은철 대장(포스타) 역

### 특별출연
- 김동현, 최무배 : 고문관 신병 역(시즌 1 Ep.20)
- 김동현, 임현규 : 분대외박 나온 이등병 역(시즌1 Ep.23)
- 최완정 : 이병 정진욱의 어머니 역(시즌1 Ep.24)
- 이갑선 : 유격 조교 역(시즌1 Ep.26)
- 정호근 : 이병 정호근 역(시즌 2 Ep.04)

신병. 용주의 초등학교 시절 은사였으며 30살이 넘는 나이에 입대하였지만, 낙상 사고로 다리가 부러지면서 의병 전역을 하였다.
- 정동남 : 사단장 정동남 소장 역(시즌2 Ep.06, 20)

소대를 책임지는 사단장.
- 윤진영 : 병장 윤진영 역(시즌 2 Ep.07)

파견 갔다 돌아온 병장. 김호창보다 더한 슈퍼 울트라 초싸이코역으로 나오며, 경상도 사투리를 쓴다. 참고로 시즌 1에서는 간부 역할 (군의관 • 소대장 • 중대장)로 나왔었다.
- 박태성 : 병장 독고일, 이병 독고이 역(시즌 2 Ep.09)

전역을 앞 둔 PX(군 매점)병. 백봉기, 정진욱, 이용주가 PX병이 되기 위해 뇌물과 지연, 학연을 따지게 되지만, 신입 쌍둥이 동생인 독고이에게 자리를 물러준다.
- 장일환 : 중사 김태우 역(시즌 2 Ep.10) / 군의관 역(군기어 - 앰뷸런스 편)

3소대원들이 입소한 군기교육대의 교관.
- 류세라 : 태희 역(시즌 2 Ep.11, 17) 전 나인뮤지스 출신

최종훈을 짝사랑한다고 말한 후배.
- 주영호 : 소위 주영호 역(시즌 2 Ep.12)

신입 간부. 병사들의 생활을 파헤치기 위해 신병으로 위장하고 대대장에게 보고한다.
- 김동준 : 멀티역할

Ep.7 - 전라도 병사 역, Ep.11 - 의무병 역, Ep.14 - 김재우 병장 동기 역, Ep.17 - 이병 김동준 역
- 오의식 : 1. 제주도 병사 역(시즌 2 Ep. 7) / 2. 일병 오의제 역 (시즌 2 Ep.12)/ 3. 신병 동기 역 (시즌 2 Ep.39)

1. 제주도 병사로 제주도 사투리를 쓴다.
2. 최종훈, 김재우, 김호창의 역무간도 작전 스파이. 대대장의 당번병이기도 하다.
3. 생일은 맞이한 신병의 동기이다.
- 김필수 : 병장 김필수 역(시즌 2 Ep.12, 14)

옆 소대 병장. 김재우의 위, 최종훈의 아래이다.
- 장유리 : 장유리 역(시즌 2 Ep.15)

대민지원 나간 타조농장 주인의 조카. 여대생이고 솔로이다. 최종훈, 김재우, 김호창이 그녀를 차지하기 위해 온 몸을 다쓴다. 결국 그녀의 선택은 김재우였다. 그러나 김재우만 바라보던 타조 때문에 둘의 사랑은 이루어지지 않았다.
- 박일 : (시즌 2 Ep.16)
- 문지후 : 한지후 역(시즌 2 Ep.17)

특전사를 전역한 최종훈의 친구. 여장을 하고 커플게임에 참석하지만, 후에 남자라는 것을 들통나게 되고 최종훈은 군기교육대에 가게 된다.
- 손성윤 : 유리 역(시즌 2 Ep.10, 19)

백봉기 일병의 애인.
- 박효준 : 병장 역(푸른거탑 7화), 이병 박효준 역(시즌 2 Ep.22)

말년과 분대장의 과거 이야기가 나올때 병장역으로 나옴.
조직폭력배 출신의 신병. 하지만 그것은 허세였다.
- 박영재 : 군의관 역(시즌 1 Ep.25) 심리치료사 역(시즌 2 Ep.23)

3중대장(유영재) 역(시즌 3 Ep.9)
- 이수정 : 미스김 역(시즌 2 Ep.27)

행정보급관의 그녀 미스김.
- 최성재 : 소대장 역(시즌 2 Ep.03, 32)

부대 소대장. 소위(시즌1 유격의 추억편에서는 이용주 이병의 후배 유격대 조교로 나왔었다.)
중대장 역(시즌1 Ep.32, 시즌3)
그 외 사병 (단역)으로도 출연(시즌1)
- 고인배 : 사단장 역(시즌 2 Ep.32)

정동남의 차기 사단장. 투스타(소장)
- 김성원 : 이병 김덕팔 역(시즌 2 Ep.34)

3소대 재미교포 신병. 케빈이라는 예명을 쓰고 말년의 영어 선생으로 있다가 견디지 못해 전출. 그 이후 푸른거탑 리턴즈에서는 미군부대에서도 적응하지 못하고 다시 3소대로 입대한다.
- 정시연 : 김하나 하사 역 (시즌 2 Ep.36)

최종훈이 한때 좋아했던 3소대 부소대장.
- 김영인 : 심 대령 역 (시즌 2 Ep.36)

말년에 치질에 걸려 입원한 최종훈이 지나가다가 본 부대에서 총기 오발 사고로 급소에 부상을 입은 대령. 야인시대에 등장한 배우 심영의 패러디로서 심 대령을 역할을 맡은 배우도 야인시대의 심영 역할과 동일한 김영인이다.
- 이문식 : 예비역 이문식 역 (시즌 2 Ep.38) : 병영내 학대행위의 창시자로 최종훈, 김재우, 김호창의 선임.
- 양주호 : 이문식의 회사 상사 역 (시즌 2 Ep.38)
- 이정은 : 말년병장 최종훈 엄마 역 (시즌 2 Ep.44)
- 한기범 : 신병 이용주의 친형 이기범 역 (시즌 2 Ep.44)
- 이유리 : 김유리 역 (시즌 2 Ep.44)

사이코 김호창 상등병의 누나. 아름다운 외모를 지니고 있으나 하는 행동이 엽기다. 일명 승부욕의 싸이코, 지는 걸 특히 싫어하여 김재우에게 이길때까지 탁구 시합을 요청한다.
- 강완서 : 강 병장 역 (시즌2 Ep.42), 신병 강준 역 (시즌2 Ep.45)
- 박경리 (나인뮤지스) : 경리 역 (시즌 2 Ep.47)

김재우가 군대가기 전부터 김재우를 좋아했던 학교 후배.
- 신담수 : 병장 나희승 역

부대대장 신담수 역 (시즌2 Ep.16)
- 김명훈 : 연대장 역 (시즌2 - 시즌3)
- 김정하 : 신병 어머니 역(푸른거탑 6화)

## 2013년 시청률
| - AGB 닐슨 미디어 리서치 \| 회차 \| 방송 일자 \| 전국 시청률(증감치) \| \| ---- \| --------------- \| ------------------- \| \| 1 \| 2013년 1월 23일 \| 1.7% \| \| 2 \| 2013년 1월 30일 \| 1.8%(+0.1) \| \| 3 \| 2013년 2월 6일 \| 1.7%(-0.1) \| \| 4 \| 2013년 2월 13일 \| 1.3%(-0.4) \| \| 5 \| 2013년 2월 20일 \| 1.9%(+0.6) \| \| 6 \| 2013년 2월 27일 \| 2.0%(+0.1) \| \| 7 \| 2013년 3월 6일 \| 1.7%(-0.3) \| \| 8 \| 2013년 3월 13일 \| 1.9%(+0.2) \| \| 9 \| 2013년 3월 20일 \| 2.0%(+0.1) \| \| 10 \| 2013년 3월 27일 \| 2.2%(+0.2) \| \| 11 \| 2013년 4월 3일 \| 1.6%(-0.6) \| \| 12 \| 2013년 4월 10일 \| 1.5%(-0.1) \| \| 13 \| 2013년 4월 17일 \| 1.3%(-0.2) \| \| 14 \| 2013년 4월 24일 \| 1.8%(+0.5) \| \| 15 \| 2013년 5월 1일 \| 1.5%(-0.3) \| \| 16 \| 2013년 5월 8일 \| 1.2%(-0.3) \| \| 17 \| 2013년 5월 15일 \| 1.5%(+0.3) \| \| 18 \| 2013년 5월 22일 \| 1.7%(+0.2) \| \| 19 \| 2013년 5월 29일 \| 1.3%(-0.4) \| \| 20 \| 2013년 6월 5일 \| 1.3%(0) \| \| 21 \| 2013년 6월 12일 \| 1.2%(-0.1) \| \| 22 \| 2013년 6월 19일 \| 1.8%(+0.6) \| \| 23 \| 2013년 6월 26일 \| 2.1%(+0.3) \| \| 24 \| 2013년 7월 3일 \| 1.5%(-0.6) \| \| 25 \| 2013년 7월 10일 \| 1.9%(+0.4) \| |                 |                     |
| 회차 | 방송 일자       | 전국 시청률(증감치) |
| 1 | 2013년 1월 23일 | 1.7%                |
| 2 | 2013년 1월 30일 | 1.8%(+0.1)          |
| 3 | 2013년 2월 6일  | 1.7%(-0.1)          |
| 4 | 2013년 2월 13일 | 1.3%(-0.4)          |
| 5 | 2013년 2월 20일 | 1.9%(+0.6)          |
| 6 | 2013년 2월 27일 | 2.0%(+0.1)          |
| 7 | 2013년 3월 6일  | 1.7%(-0.3)          |
| 8 | 2013년 3월 13일 | 1.9%(+0.2)          |
| 9 | 2013년 3월 20일 | 2.0%(+0.1)          |
| 10 | 2013년 3월 27일 | 2.2%(+0.2)          |
| 11 | 2013년 4월 3일  | 1.6%(-0.6)          |
| 12 | 2013년 4월 10일 | 1.5%(-0.1)          |
| 13 | 2013년 4월 17일 | 1.3%(-0.2)          |
| 14 | 2013년 4월 24일 | 1.8%(+0.5)          |
| 15 | 2013년 5월 1일  | 1.5%(-0.3)          |
| 16 | 2013년 5월 8일  | 1.2%(-0.3)          |
| 17 | 2013년 5월 15일 | 1.5%(+0.3)          |
| 18 | 2013년 5월 22일 | 1.7%(+0.2)          |
| 19 | 2013년 5월 29일 | 1.3%(-0.4)          |
| 20 | 2013년 6월 5일  | 1.3%(0)             |
| 21 | 2013년 6월 12일 | 1.2%(-0.1)          |
| 22 | 2013년 6월 19일 | 1.8%(+0.6)          |
| 23 | 2013년 6월 26일 | 2.1%(+0.3)          |
| 24 | 2013년 7월 3일  | 1.5%(-0.6)          |
| 25 | 2013년 7월 10일 | 1.9%(+0.4)          |

- AGB닐슨 미디어 리서치에서 공개한 표를 바탕으로 작성한 시청률이다. 빨간색 글씨는 최고 시청률, 파란색 글씨는 최저 시청률을 나타낸다.

## 에피소드 목록

### 롤러코스터2(8화~)에서 방영된 에피소드
| 방송일           | 푸른거탑           | 롤러코스터2      | 내용                                                                             |
| ---------------- | ------------------ | ---------------- | -------------------------------------------------------------------------------- |
| 2012년 4월 29일  | 푸른거탑 1화       | 롤러코스터2 8화  | 신병전입                                                                         |
| 2012년 5월 6일   | 푸른거탑 2화       | 롤러코스터2 9화  | 사단장 방문                                                                      |
| 2012년 5월 13일  | 푸른거탑 3화       | 롤러코스터2 10화 | 신병의 종교활동                                                                  |
| 2012년 5월 20일  | 푸른거탑 4화       | 롤러코스터2 11화 | 걸그룹                                                                           |
| 2012년 5월 27일  | 푸른거탑 5화       | 롤러코스터2 12화 | 보급품 도난사건                                                                  |
| 2012년 6월 3일   | 푸른거탑 6화       | 롤러코스터2 13화 | 말년의 분노                                                                      |
| 2012년 6월 10일  | 푸른거탑 7화       | 롤러코스터2 14화 | 꾀병의 추억                                                                      |
| 2012년 6월 24일  | 푸른거탑 8화       | 롤러코스터2 16화 | 러브레터                                                                         |
| 2012년 7월 1일   | 푸른거탑 9화       | 롤러코스터2 17화 | 잘못된 만남                                                                      |
| 2012년 7월 29일  | 푸른거탑 10화,11화 | 롤러코스터2 20화 | 공포의 고문관 & 공포의 17초소                                                    |
| 2012년 8월 5일   | 푸른거탑 12화      | 롤러코스터2 21화 | 악몽의 5분대기조                                                                 |
| 2012년 8월 12일  | 푸른거탑 13화      | 롤러코스터2 22화 | 옴과의 전쟁                                                                      |
| 2012년 8월 19일  | 푸른거탑 14화      | 롤러코스터2 23화 | 지옥의 군대스리가                                                                |
| 2012년 8월 26일  | 푸른거탑 15화      | 롤러코스터2 24화 | 수렁에서 건진 휴가                                                               |
| 2012년 9월 2일   | 푸른거탑 16화      | 롤러코스터2 25화 | 유격의 추억 1부                                                                  |
| 2012년 9월 9일   | 푸른거탑 17화      | 롤러코스터2 26화 | 유격의 추억 2부                                                                  |
| 2012년 9월 23일  | 푸른거탑 18화      | 롤러코스터2 28화 | 유격의 추억 3부                                                                  |
| 2012년 9월 30일  | 푸른거탑 19화      | 롤러코스터2 29화 | 사생결단 윷놀이대첩                                                              |
| 2012년 10월 7일  | 푸른거탑 20화      | 롤러코스터2 30화 | 말년의 중독된 사랑                                                               |
| 2012년 10월 14일 | 푸른거탑 21화      | 롤러코스터2 31화 | 말년거탑 스페셜 - 말년의 분노 - 꾀병의 추억 - 공포의 17초소 - 말년의 중독된 사랑 |
| 2012년 10월 21일 | 푸른거탑 22화      | 롤러코스터2 32화 | 행보관의 응답하라 1997                                                           |
| 2012년 10월 28일 | 푸른거탑 23화      | 롤러코스터2 33화 | 큐피드의 전설                                                                    |
| 2012년 11월 4일  | 푸른거탑 24화      | 롤러코스터2 34화 | 분대외박 난동사건                                                                |
| 2012년 11월 18일 | 푸른거탑 25화      | 롤러코스터2 36화 | 파트라슈의 저주                                                                  |
| 2012년 11월 25일 | 푸른거탑 26화      | 롤러코스터2 37화 | 말년에 제대라니                                                                  |
| 2012년 12월 2일  | 푸른거탑 27화      | 롤러코스터2 38화 | 연말특집, 푸른거탑 -풀 스토리-                                                   |

### 롤러코스터2에서 독립 후 시즌1 에피소드
| 회차 | 방송일          | 에피소드                                                                                 |
| ---- | --------------- | ---------------------------------------------------------------------------------------- |
| 1    | 2013년 1월 23일 | 푸른거탑 ep.1 혹한기 비긴즈 푸른거탑 ep.2 변의 전쟁                                      |
| 2    | 2013년 1월 30일 | 푸른거탑 ep.3 태권 잔혹사 푸른거탑 ep.4 스승의 은혜                                      |
| 3    | 2013년 2월 6일  | 푸른거탑 ep.5 악몽의 소원수리 푸른거탑 ep.6 그런 사람 또 없습니다                        |
| 4    | 2013년 2월 13일 | 푸른거탑 ep.7 사투리와의 전쟁 푸른거탑 ep.8 발렌타이데이의 기적                          |
| 5    | 2013년 2월 20일 | 푸른거탑 ep.9 꿀보직을 향해 쏴라 푸른거탑 ep.10 말년 최후의 날 1415                      |
| 6    | 2013년 2월 27일 | 푸른거탑 ep.11 말년의 운수 좋은 날 푸른거탑 ep.12 무간도                                 |
| 7    | 2013년 3월 6일  | 푸른거탑 ep.13 겨울엔 편지를 하겠어요 푸른거탑 ep.14 위생 검열의 난 김재우의 군대Gear 3  |
| 8    | 2013년 3월 13일 | 푸른거탑 ep.15 지독한 사랑 푸른거탑 ep.16 근무의 유혹 김재우의 군대Food 1                |
| 9    | 2013년 3월 20일 | 푸른거탑 ep.17 완벽한 그녀에게 단 한 가지 있는 것 푸른거탑 ep.18 세상에서 가장 슬픈 휴가 |
| 10   | 2013년 3월 27일 | 푸른거탑 ep.19 너는 내 운명 푸른거탑 ep.20 진지공사와 마법사의 돌                        |
| 11   | 2013년 4월 3일  | 푸른거탑 ep.21 그 봄, 몽유병이 온다 푸른거탑 ep.22 전설의 이빨                           |
| 12   | 2013년 4월 10일 | 푸른거탑 ep.23 세상에서 가장 아름다운 탈영 푸른거탑 ep.24 어둠 속에 벨이 울릴 때         |
| 13   | 2013년 4월 17일 | 푸른거탑 ep.25 은혜 갚은 봉기 푸른거탑 ep.26 별 헤는 밤                                  |
| 14   | 2013년 4월 24일 | 푸른거탑 ep.27 우리 말년이 달라지나 싶었어요 푸른거탑 ep.28 남자 중의 남자, 홍중위       |
| 15   | 2013년 5월 1일  | 푸른거탑 ep.29 짬이의 보은 푸른거탑 ep.30 나 돌아갈래!                                   |
| 16   | 2013년 5월 8일  | 푸른거탑 ep.31 미남이시네요 푸른거탑 ep.32 오버의 신                                     |
| 17   | 2013년 5월 15일 | 푸른거탑 ep.33 포상휴가의 제왕 푸른거탑 ep.34 케빈이 동쪽으로 간 까닭은?                 |
| 18   | 2013년 5월 22일 | 푸른거탑 ep.35 흐린 기억 속의 그대 푸른거탑 ep.36 다시 사랑한다 말할까?                  |
| 19   | 2013년 5월 29일 | 푸른거탑 ep.37 계급이 깡패다 푸른거탑 ep.38 그분이 오셨다                                |
| 20   | 2013년 6월 5일  | 푸른거탑 ep.39 글루미 선데이 푸른거탑 ep.40 분대장이니까 괜찮아                          |
| 21   | 2013년 6월 12일 | 푸른거탑 ep.41 내 생애 가장 특별한 미역국 푸른거탑 ep.42 군대괴담                        |
| 22   | 2013년 6월 19일 | 푸른거탑 ep.43 혐오스런 말년의 선행 푸른거탑 ep.44 Miss 싸이코                           |
| 23   | 2013년 6월 26일 | 푸른거탑 ep.45 군대와 우정사이 푸른거탑 ep.46 미스김아 내 아를 낳아도!                   |
| 24   | 2013년 7월 3일  | 푸른거탑 ep.47 분대장이니까 괜찮긴 뭐가 괜찮아 푸른거탑 ep.48 말년에 막내라니            |
| 25   | 2013년 7월 10일 | 푸른거탑 ep.49 마지막 이야기                                                             |

## 연장 사유 및 수상 경력
- 2013년 5월 20일 푸른거탑 방영 분량이 20부작에서 7회 연장되어 26부작으로 변경 및 확정되었다.
- 2013년 4월 방송통신심의위원회가 주관하는 '이달의 좋은 프로그램' 상으로 수여 받아 다소 부정적이거나 멀게 여겨지던 병영 이미지를 개선하고, 수 많은 시청자들에게 감동과 웃음을 선사함으로써 국가 안보의 중요성을 일깨웠다는 호평을 받기도 했다.

## 같이 보기
- 롤러코스터
- 환상거탑
- 푸른거탑 제로
- 푸른거탑 리턴즈
- 황금거탑